# Last Tap Dance in Springfield
Last Tap Dance in Springfield, llamado El último baile de claqué en Springfield en España y El último tango en Springfield en Hispanoamérica, es un episodio perteneciente a la temporada N°11 de la serie animada Los Simpson, emitido en Estados Unidos por primera vez el 7 de mayo de 2000. Fue escrito por Julie Thacker y dirigido por Nancy Kruse. En el episodio, Lisa toma clases para ser bailarina, pero pronto descubre que no tiene talento. Mientras tanto en vez de ir a un campamento Bart y Milhouse se quedan en el centro comercial

## Sinopsis
Todo comienza cuando, en un viaje al centro comercial, Homer va a un oftalmólogo para que le revise los ojos y, al mismo tiempo, Marge y Lisa compran cosas para un campamento al que Bart iría. Marge ve el anuncio de una película llamada "Tango de la Muerte", y Lisa y ella deciden ir a verla. Lisa se identifica con la protagonista femenina de la película, una bibliotecaria llamada Lisabella, a quien el campeón bailarín de tango había elegido como su compañera de baile. Lisa queda interesada y con ganas de ser bailarina luego de ver la película. Marge la lleva a una academia de baile, pero Lisa pronto se da cuenta de que no tiene talento. Para empeorar las cosas, su maestra, una famosa bailarina que había tenido su esplendor durante la Segunda Guerra Mundial, Pequeña Vicky Valentine, la hace ser la que levanta el telón en la obra que realizarían los alumnos de la escuela. 
Mientras tanto, Bart y Milhouse deciden no ir al campamento, ya que Nelson había amenazado con golpearlos toda la semana. Sin tener otra cosa que hacer, deciden ir al centro comercial y esconderse allí, robando juguetes y llenándose los estómagos con dulces y galletas. Al ver la destrucción del lugar, el jefe Wiggum hace una investigación, y llega a la conclusión de que la culpable del desorden era una rata gigante. 
Cuando el recital de Lisa estaba próximo a llevarse a cabo, la niña se da cuenta de que sus padres estaban muy orgullosos de ella y creían que era una gran bailarina. Para no decepcionarlos, va a ver al profesor Frink, quien le da un dispositivo para sus zapatos, el cual los hacía moverse automáticamente ante cualquier ruido de percusión como, por ejemplo, los aplausos o el golpeteo de otros zapatos sobre el suelo. Originalmente, el experimento tenía propósitos malignos por parte de Frink. 
Bart, mientras tanto, seguía con Milhouse en el centro comercial. La policía lleva un puma, destinado a matar a la rata, pero el felino ataca a los niños. Bart le lanza una bola de estambre, y el animal juega con ella y luego se presenta con la lana ante Wiggum, quien piensa que había atrapado a la rata y da el caso por terminado. 
El día del recital, Lisa intenta ser parte del acto principal pero Vicky no quiere debido a su falta de talento. A pesar de todo, Lisa se mete en pleno número y se pone a bailar junto con sus compañeros. De repente, Lisa llega a bailar al mismo nivel que Vicky e incluso mejor por lo que Vicky compite contra Lisa. Sin embargo, cuando Lisa se está convirtiendo en la estrella del show, sus zapatos salen de control y amenazan con estallar. Homer la salva con el simple hecho de trabarla, haciéndola caer, y quitando el dispositivo de los zapatos. Lisa aclara todo el asunto haciendo que Vicky se sienta decepcionada de Lisa y de Frink.
El episodio termina con Homer quien, en el mismo lugar donde hablaba con Frink y Vicky, encuentra la mangosta juguete de Frink. Frink le adivierte que no lo toque pero Homer lo ignora y termina siendo electrocutado.